# Sigmoidoscopia
Una sigmoidoscopia es un procedimento médico mínimamente invasivo que permite examinar el interior del recto y del colon sigmoide, es decir, la parte del intestino grueso más cercana al recto. Este procedimiento se suele utilizar a modo de prueba diagnóstica, permitiendo, aparte del examen visual, la extracción de biopsias, aunque también permite la realización de terapéutica endoscópica. Para realizar este procedimiento se utiliza un sigmoidoscopio (un tipo de endoscopio corto), cuyo extremo (un delgado tubo) se introduce por el ano del paciente.
En algunos casos la sigmoidoscopia constituye una alternativa a la colonoscopia, por ejemplo en el cribado de la población con riesgo medio de padecer cáncer colorrectal.
Existen dos tipos de sigmoidoscopias: la sigmoidoscopia flexible, que usa un sigmoidoscopio flexible, y la sigmoidoscopia rígida, que usa un dispositivo rígido. La sigmoidoscopia flexible es el procedimiento elegido generalmente. Una sigmoidoscopia es similar, pero no igual, a una colonoscopia. Una sigmoidoscopia solo llega al colon sigmoide, la parte más distal del colon, mientras que la colonoscopia examina todo el intestino grueso.

## Etimología
El término sigmoidoscopia está compuesto de los morfemas sigma (sustantivo derivado del griego σῖγμα y que denomina la letra griega ς, equivalente a la s latina) + -oide (sufijo derivado del griego εἶδος (eîdos), que significa "semejante a") + -o- (vocal de unión insertada entre dos morfemas) + -scopia (del sufijo griego -σκοπιά (skopiá), y que significa "ver"). Por tanto este término se podría traducir como: "mirar en algo con forma de s".

## Sigmoidoscopia flexible
La sigmoidoscopia flexible le permite al médico observar la parte del interior del intestino grueso que va desde el recto hasta la parte inferior del colon, llamada colon sigmoide. Para esto se utiliza un sigmoidoscopio flexible, cuyo extremo consiste en un tubo delgado y flexible con una pequeña cámara de vídeo con iluminación en el extremo. Este extremo se introduce por el ano del paciente lentamente para observar el revestimiento interior del recto y colon sigmoide. Mientras tanto el paciente se encuentra acostado de lado en la camilla de exploración. El sigmoidoscopio transmite la imagen tomada por la cámara a un pantalla, por lo que el médico puede examinar cuidadosamente y guiar el sigmoidoscopio. Los sigmoidoscopios también soplan aire en el interior de estos órganos, inflándolos para ayudar al médico a ver mejor.
Los médicos pueden usar este procedimiento para encontrar la causa de la diarrea, el dolor abdominal o el estreñimiento. También lo usan para buscar pólipos benignos y malignos, así como signos tempranos de cáncer desde el recto hasta el colon descendente. Con la sigmoidoscopia flexible, el médico puede detectar sangrado intestinal, inflamación, crecimientos anormales y úlceras. La sigmoidoscopia flexible no es suficiente para detectar pólipos o cáncer en el colon ascendente o el transversal (que comprendería dos tercios del colon). Sin embargo, aunque solo se puede examinar una sección relativamente pequeña del intestino grueso mediante la sigmoidoscopia, las partes que se pueden observar representan las áreas que se ven afectadas con mayor frecuencia por enfermedades como el cáncer colorrectal.
Si hay algo inusual en el recto o el colon, como un pólipo o un tejido inflamado, el médico puede extraer una muestra de tejido con instrumentos insertados en el sigmoidoscopio. El tejido tomado (biopsia) es enviada al laboratorio para su análisis.
El sangrado y la perforación del colon son posibles complicaciones de la sigmoidoscopia. Sin embargo, tales complicaciones son poco frecuentes.
Una sigmoidoscopia flexible suele durar entre 10 y 20 minutos. Durante el procedimiento, el paciente puede sentir presión y calambres leves en la parte inferior del abdomen, pero cuando el aire sale de su colon se siente mejor.

## Sigmoidoscopia rígida
La sigmoidoscopia rígida puede ser útil en enfermedades anorectales, como sangrado por el recto o enfermedad inflamatoria rectal.
Para realizar el examen, el paciente debe acostarse sobre el lado izquierdo, en la llamada posición de Sims. Los intestinos son vaciados previamente administrando un supositorio, además, primero se realiza un examen rectal digital. El sigmoidoscopio se lubrica y se inserta con un obturador en la dirección al ombligo. Luego se cambia la dirección y se retira el obturador para que el médico pueda penetrar más con visión directa. Se utiliza un fuelle para insuflar aire para dilatar el recto. Los movimientos laterales del extremo del sigmoidoscopio superan la válvula de Houston y la unión rectosigmoidea.

## Preparación
El colon y el recto deben estar completamente vacíos para que la sigmoidoscopia flexible sea exhaustiva y segura, por lo tanto, el paciente debe beber solo líquidos claros durante las 12 o 24 horas previas. Estos líquidos pueden comprender caldos, gelatinas, zumos de fruta colado, agua, café solo, té o refrescos dietéticos. La noche anterior o justo antes del procedimiento, el paciente recibe un laxante y un enema, que es una solución líquida que lava los intestinos. No se requiere necesariamente sedación durante este procedimiento siempre que el examen no exceda la flexura esplénica.

## Beneficios
Varios estudios han demostrado los beneficios potenciales de la sigmoidoscopia en la detección del cáncer colorrectal.
Un estudio británico de 2010 mostró que la sigmoidoscopia redujo la "incidencia y mortalidad general del cáncer colorrectal en un 31 %", y "la incidencia de cáncer solo en la parte inferior del colon (o colon distal) se redujo en aproximadamente un 50 % para aquellos que se sometieron al cribado en comparación con los del grupo control". La mortalidad general por cáncer de colon se redujo en un 43 % (evitando así un cáncer por cada 200 cribados y una muerte por cada 500 cribados). El estudio también mostró que el efecto era persistente: una sola sigmoidoscopia redujo las tasas de cáncer durante los 11 años de duración del estudio.

## Riesgos
Aunque generalmente se considera bastante segura, la sigmoidoscopia conlleva la muy rara posibilidad de que el instrumento perfore la pared intestinal, lo que podría requerir cirugía inmediata para reparar la perforación. Además, la extirpación de un pólipo podría producir un sangrado localizado resistente a la cauterización mediante instrumento, por lo que este tendría que ser detenido mediante intervención quirúrgica.